# Доня Висоцька
45°15′ пн. ш. 15°31′ сх. д. / 45.25° пн. ш. 15.51° сх. д.
Доня Висоцька (хорв. Donja Visočka) — населений пункт у Хорватії, у Карловацькій жупанії у складі міста Слунь.

## Населення
Населення за даними перепису 2011 року становило 9 осіб.
Динаміка чисельності населення поселення: